# Championnat de Roumanie masculin de volley-ball
Le Championnat de Roumanie masculin de volley-ball est une compétition annuelle de volley-ball organisée par la Fédération roumaine de volley-ball (en roumain : Federaţia Română de Volei, FRV).

## Généralités
Championnats nationaux :
- Division A1 : une série, onze équipes participent[1].
- Division A2 : deux séries (Est et Ouest), de cinq équipes chacune[2].

## Clubs roumains dans les compétitions européennes de la saison 2024-25
| Compétition       | Equipe            |
| ----------------- | ----------------- |
| Coupe de la CEV   | CSM Corona Brașov |
| Coupe de la CEV   | Arcada Galați     |
| Coupe de la CEV   | Rapid Bucarest    |
| Challenge Cup CEV | CVM Remat Zalău   |
| Challenge Cup CEV | Dinamo Bucarest   |

## Historique
Il a été créé en 1931. Avec 18 titres, le Dinamo Bucarest est le club le plus titré du volleyball masculin roumain. Le champion en 2024 est le CSM Corona Brașov.

## Palmarès
- 1949 : Locomotiva Bucarest
- 1950 : Locomotiva Bucarest
- 1951 : CCA Bucarest
- 1952 : CCA Bucarest
- 1953 : Dinamo Bucarest
- 1954 : CCA Bucarest
- 1955 : Locomotiva Bucarest
- 1956 : Locomotiva Bucarest
- 1957 : CCA Bucarest
- 1958 : Dinamo Bucarest
- 1959 : Rapid Bucarest
- 1960 : Rapid Bucarest
- 1961 : Rapid Bucarest
- 1962 : Rapid Bucarest
- 1963 : Rapid Bucarest
- 1964 : Rapid Bucarest
- 1965 : Rapid Bucarest
- 1966 : Rapid Bucarest
- 1967 : Steaua Bucarest
- 1968 : Steaua Bucarest
- 1969 : Steaua Bucarest
- 1970 : Steaua Bucarest
- 1971 : Steaua Bucarest
- 1972 : Dinamo Bucarest
- 1973 : Dinamo Bucarest
- 1974 : Dinamo Bucarest
- 1975 : Dinamo Bucarest
- 1976 : Dinamo Bucarest
- 1977 : Dinamo Bucarest
- 1978 : Steaua Bucarest
- 1979 : Dinamo Bucarest
- 1980 : Dinamo Bucarest
- 1981 : Dinamo Bucarest
- 1982 : Dinamo Bucarest
- 1983 : Dinamo Bucarest
- 1984 : Dinamo Bucarest
- 1985 : Dinamo Bucarest
- 1986 : Steaua Bucarest
- 1987 : Steaua Bucarest
- 1988 : Steaua Bucarest
- 1989 : Steaua Bucarest
- 1990 : Steaua Bucarest
- 1991 : Dinamo Bucarest
- 1992 : Dinamo Bucarest
- 1993 : Explorări Baia Mare
- 1994 : Dinamo Bucarest
- 1995 : Dinamo Bucarest
- 1996 : Université Cluj
- 1997 : CS Zalău
- 1998 : CS Zalău
- 1999 : CS Zalău
- 2000 : Petrom Ploiești
- 2001 : Petrom Ploiești
- 2002 : Petrom Ploiești
- 2003 : VC Tulcea
- 2004 : VC Tulcea
- 2005 : VC Tulcea
- 2006 : Petrom Ploiești
- 2007 : CVM Tomis Constanța
- 2008 : CVM Tomis Constanța
- 2009 : CVM Tomis Constanța
- 2010 : CVM Remat Zalău
- 2011 : CVM Remat Zalău
- 2012 : CVM Remat Zalău
- 2013 : CVM Tomis Constanța
- 2014 : CVM Tomis Constanța
- 2015 : CVM Tomis Constanța
- 2016 : SCM U Craiova
- 2017 : CVM Zalău
- 2018 : Tricolorul Ploiești
- 2019 : Arcada Galați
- 2020 : Arcada Galați
- 2021 : Arcada Galați
- 2022 : Arcada Galați
- 2023 : Arcada Galați
- 2024 : CSM Corona Brașov

## Équipes saison 2023-2024
- Arcada Galati
- Steaua Bucarest
- Dinamo Bucarest
- SCMU Craiova
- Olimpia Titanii
- SCM Zalau
- CS Baia Mare
- Unirea Dej
- Rapid Bucarest
- Universitatea Cluj
- CSM Timisoara
- CSM Corona Brașov